# ピマ航空宇宙博物館
ピマ航空宇宙博物館（ピマこうくううちゅうはくぶつかん、英語: Pima Air & Space Museum）は、アメリカ合衆国アリゾナ州ツーソンにある世界最大の非政府資金による航空宇宙博物館の1つである。127エーカー（513,000 m²）を占める敷地に、約300機の航空機が80エーカー（320,000 m²）以上の面積にわたって展示されている。また、1991年以来、アリゾナ航空の殿堂の本拠地でもある。

## 概要
博物館の航空機の多くは屋外に展示されており、残りは博物館の4つの展示格納庫の1つに展示されている。展示格納庫に加えて、博物館には修復格納庫がある。
1976年5月に48機の航空機が展示されて一般公開された博物館のメイン格納庫には、 SR-71Aブラックバード、 A-10ウォーソグ、アメリカ空軍の年間展示、および制御塔のモックアップが収められている。
博物館はデビスモンサン空軍基地に隣接しており、「飛行機の墓場」または「ボーンヤード」としても知られる基地と提携している第309航空宇宙維持再生グループ（AMARG）は、世界最大の航空機保管および保存施設である。

## 歴史
1976年5月8日に一般公開された。1982年初頭に、初の格納庫が完成。1987年には第2、1992年には第3、1994年には第4の格納庫が建設された。
2012年、本博物館は芸術家と協力し、放棄された航空機をアートのキャンバスとして展示するイベント"The Boneyard Project"を開催した。
2015年、ボーイングは本博物館に2機目の787を寄贈した。 この機体は、787の顧客であるANAのカラーで展示されている。
2016年11月、 オービス・インターナショナルは、FedExから代替機となるMD-10のデリバリーを受けた後、それまで使用されていたマクドネル・ダグラス DC-10フライングアイホスピタルを博物館に寄贈した。このDC-10は、2番目に建造され、現存する最古の航空機であり、デイビスモンサン空軍基地にて修復の上、展示されている。
2021年1月には、ツーソン軍用車両博物館の建設のために77エーカー(311,608㎡)の土地が新たに取得された。この博物館には、帝国戦争博物館から寄贈された50台を含む陸上車両が多数収容されている。 ピマ航空宇宙博物館 毎日午前9:00 時から午後5:00 時まで営業しています。

## 展示されている主な航空機
300機にも及ぶ展示機の中で、これらの機体が最も有名である。
- ボーイング777 プロトタイプ, B-HNL.[10]
- B-17 フライングフォートレス "'I'll Be Around" (レプリカ)[11]
- B-29 スーパーフォートレス "Sentimental Journey" [12]
- B-24 リベレーター "Bungay Buckaroo" [13]
- B-36J ピースメイカー 「City of Fort Worth」は、これまでに建造された最後のB-36であり、USAFで最後に使用された[14]。
- イングリッシュ・エレクトリック ライトニング[15]
- SR-71ブラックバード[15]
- PBM マリナー[15]
- F-107 3機が製造され、2機はまだ存在している[15]。
- スーパーグッピー
- ボーイング747-100 ゼネラル・エレクトリック・エンジンのテストベッド, N747GE
- ２番目の ボーイング787 プロトタイプ, N787EX
- これまでに製造された最後の B-58 ハスラー
- オリジナルのオービス・インターナショナル  フライングアイホスピタル ダグラス DC-10 N220AUは、これまでに製造された2番目のDC-10であり、現存する最古のもの。

### ギャラリー
展示されている航空機
- ロッキードSR-71ブラックバード
- ノースアメリカンF-107Aウルトラセイバー
- ボーイングB-17Gフライングフォートレス
- コンソリデーテッドB-24リベレーター
- ボーイングB-29スーパーフォートレス
- コンベアB-36Jピースメイカー
- コンベアB-58ハスラー
- マーティンPBMマリナー
- ホッピコプター

航空機の画像